# Derek Mears
Derek Mears (Bakersfield (Californië), 29 april 1972) is een Amerikaans acteur, filmproducent, scenarioschrijver en stuntman.

## Biografie
Mears werd geboren in Bakersfield (Californië) waar hij de high school doorliep aan de Highland High School en haalde in 1990 zijn diploma.
Mears begon met acteren in 1995 in de film The Demolitionist. Hierna heeft hij nog meerdere rollen gespeeld in films en televisieseries zoals Men in Black II (2002), The Haunted Mansion (2003), Friday the 13th (2009) en Sleepy Hollow (2013-2014).
Mears was van 2008 tot en met 2012 getrouwd.

## Filmografie

### Films
Selectie:
- 2024: Salem's Lot – als Hubert Marsten
- 2023: Rebel Moon – Part One: A Child of Fire – als Simeon
- 2019: Alita: Battle Angel – als Romo
- 2017: I Don't Feel at Home in This World Anymore – als Donkey
- 2016: Live by Night – als Donnie Gishler
- 2014: Teenage Mutant Ninja Turtles – als Dojo Ninja
- 2013: Percy Jackson: Sea of Monsters – als Cyclops
- 2013: Hansel and Gretel: Witch Hunters – als Edward
- 2013: Gangster Squad – als Bridge Goon
- 2011: Pirates of the Caribbean: On Stranger Tides – als militaire politieagent in marine
- 2010: Predators – als klassieke Predator
- 2009: Friday the 13th – als Jason Voorhees
- 2007: Mr. & Mrs. Smith – als gangster van Jones
- 2005: Zathura: A Space Adventure – als Zorgonleider
- 2005: Cursed – als weerwolf
- 2003: The Haunted Mansion – als Franse duellist
- 2002: Men in Black II – als Mosh Tendrils

### Televisieseries
Uitgezonderd eenmalige gastrollen.
- 2022: The Guardians of Justice – als Awesome Man – 7 afl.
- 2019: Swamp Thing – als Swamp Thing – 10 afl.
- 2016-2018: RWBY – als Corsac Albain – 6 afl.
- 2017: Agents of S.H.I.E.L.D – als  Kreekapitein – 2 afl.
- 2013-2017: Sleepy Hollow – als Moloch – 10 afl.
- 2016: Red vs. Blue – als Ruben Lozano – 2 afl.
- 2016: Ralph Kard – als Top Kard – 2 afl.
- 2014: True Blood – als Burly H-Vamp – 2 afl.
- 2013-2014: A.E.G.I.S. – als vertegenwoordigeer van DinoLion – 4 afl.
- 2012-2013: Holliston – als politieagent Duffy – 3 afl.
- 2010-2011: Community – als Kickpuncher – 2 afl.
- 2007: Vengeance – Ace Daniels – 2 afl.
- 2000: ER – als overvaller – 2 afl.

### Filmproducent
- 2007: Vengeance – als televisieserie – 1 afl.
- 2006: Woria: Queen of Power – korte film
- 2003: Nightstalkers – korte film
- 2003: Two Much! – korte film

### Scenarioschrijver
- 2006: Woria: Queen of Power – korte film
- 2005: My Rockstar – korte film
- 2003: Nightstalkers – korte film

### Stuntman
- 2020: Charmed - televisieserie - 1 afl.
- 2009: G-Force - film
- 2008: Indiana Jones and the Kingdom of the Crystal Skull - film
- 2008: Semi-Pro - film
- 2007: Urban Justice - film
- 2007: Blades of Glory - film
- 2006: World Trade Center - film
- 2006: Pirates of the Caribbean: Dead Man's Chest - film
- 2006: Bones - televisieserie - 1 afl.
- 2005: No Rules - film
- 2005: The Lady Policeman - film
- 2003: Time Belt - televisieserie - 3 afl.
- 2003: Pirates of the Caribbean: The Curse of the Black Pearl - film
- 2002: Signs - film
- 2001: Star Trek: Enterprise - televisieserie
- 2001: Firetrap - film
- 1999: Angel - televisieserie
- 1999: Wild Wild West  - film
- 1998: Charmed - televisieserie

- Biblioteca Nacional de España: XX5522698
- International Standard Name Identifier: 0000 0000 6935 2478
- Library of Congress Control Number: no2009131545
- Nationale Bibliotheek van Tsjechië: xx0320707
- Virtual International Authority File: 96885947
- WorldCat: E39PBJtMqwXXGkT7D78hPQXyBP